# Шарпсбург (Северна Каролина)
Шарпсбург (енгл. Sharpsburg) град је у америчкој савезној држави Северна Каролина.

## Демографија
По попису из 2010. године број становника је 2.024, што је 397 (-16,4%) становника мање него 2000. године.
| Група             | 2000.         | 2010.         |
| Белци             | 929 (38,4%)   | 736 (36,4%)   |
| Афроамериканци    | 1.420 (58,7%) | 1.193 (58,9%) |
| Азијати           | 2 (0,1%)      | 12 (0,6%)     |
| Хиспаноамериканци | 47 (1,9%)     | 51 (2,5%)     |
| Укупно            | 2.421         | 2.024         |